# 호가든 (맥주)

공식 로고

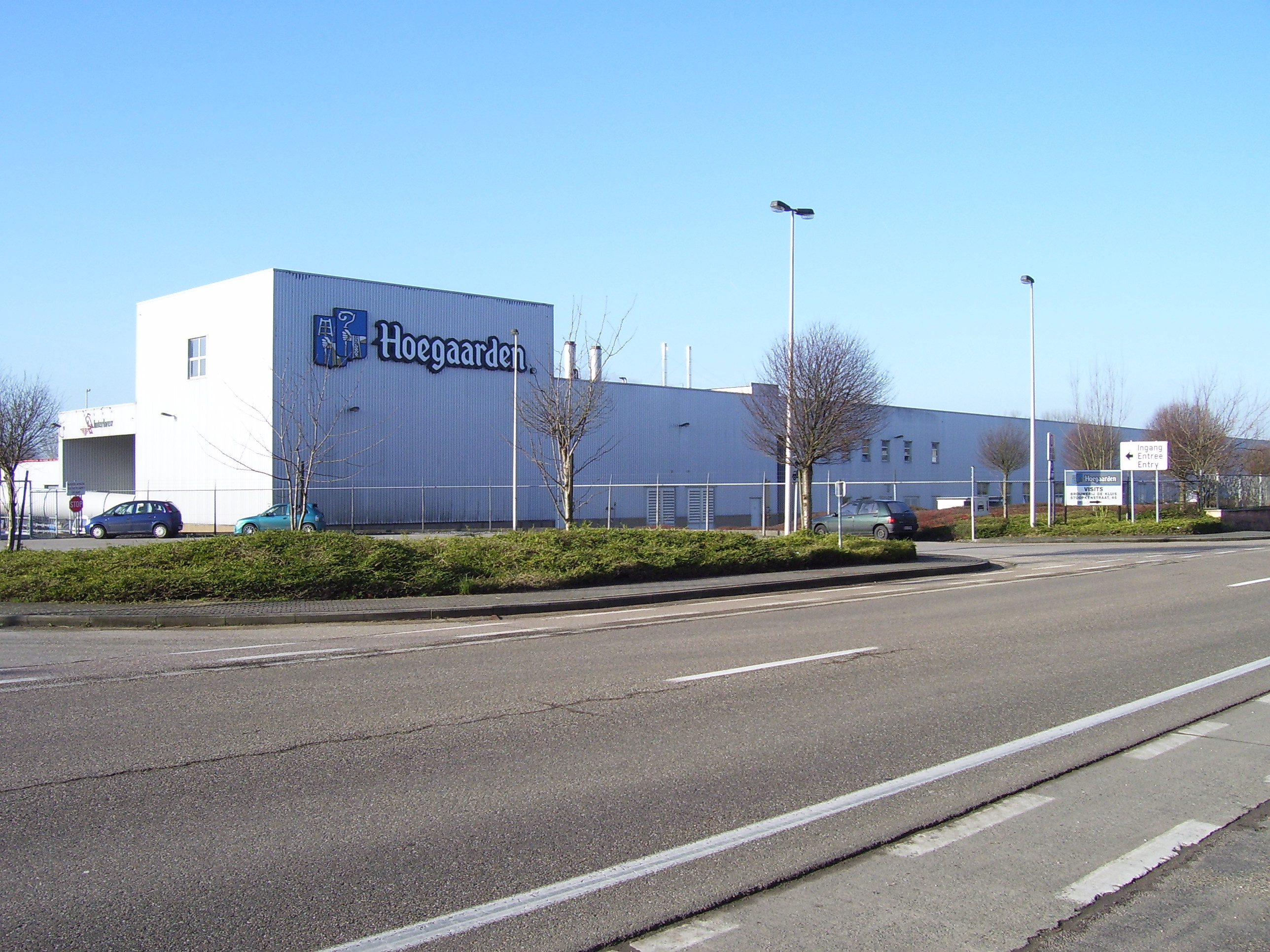

호가든(네덜란드어: Hoegaarden 후하르던[*])은 벨기에의 후하르던 마을에서 만들기 시작한 맥주 브랜드이자 이를 생산하는 회사이다. 명칭 또한 후하르던 마을에서 따왔다.